# Гонеза
Гонеза (итал. Gonnesa) је насеље у Италији у округу Карбонија-Иглесијас, региону Сардинија.
Према процени из 2011. у насељу је живело 4154 становника. Насеље се налази на надморској висини од 44 м.

## Становништво
| 1951. | 1961. | 1971. | 1981. | 1991. | 2001. | 2011. |
| ----- | ----- | ----- | ----- | ----- | ----- | ----- |
| 5.571 | 5.366 | 4.887 | 5.202 | 5.458 | 5.169 | 5.135 |